# 渡邊哲夫
渡邊 哲夫（わたなべ てつお、1959年6月8日 - ）は、静岡県出身のフリーアナウンサー。有限会社ボイスワークス代表。
東海大学文学部卒業後、テレビ熊本、静岡県民放送（通称：静岡けんみんテレビ、現：静岡朝日テレビ）アナウンサーを経てフリー。
現在はスカイパーフェクTV!・J SPORTSのサッカー・バスケットボール実況が中心であるが、朝日ニュースターで報道番組も担当している。

## 現在の出演番組
- J SPORTS HOOP!（J SPORTS）実況
- プロ野球ニュース（フジテレビTWO）
- Bリーグ中継（リーグ制作の公式映像）
- TOKYO MX 高校野球中継（東京MXテレビ）

## 過去の出演番組
報道・情報番組
| 期間       | 期間      | 番組名                                                                   | 役職                           | 備考                                       |
| ---------- | --------- | ------------------------------------------------------------------------ | ------------------------------ | ------------------------------------------ |
| 1987年10月 | 1989年3月 | けんみんテレビニュースアイ（静岡朝日テレビ〈当時：静岡けんみんテレビ〉） | キャスター                     | 番組担当当時は、同局アナウンサーとして出演 |
| 1994年4月  | 1994年9月 | CNNデイブレイク（テレビ朝日）                                            | 金曜日情報デスク担当キャスター | いずれも番組担当当時は、フリーとして出演   |
| 1995年11月 | 1999年3月 | 東京NEWS（東京MXテレビ）                                                 | 週末担当アンカー               | いずれも番組担当当時は、フリーとして出演   |
| 2006年4月  | 2010年1月 | Ole! アルディージャ（テレビ埼玉）                                        | 司会                           | いずれも番組担当当時は、フリーとして出演   |

スポーツ関連・実況担当番組・その他
- とことん!ホークス（MONDO21）司会（1998年）
- レッツゴー・カーバザール（群馬テレビ）司会（ - 2000年）
- 速報!!記者会見（朝日ニュースター）火曜担当
- 大宮アルディージャエキサイトマッチ（テレビ埼玉）実況
- ライオンズアワー（テレビ埼玉）リポーター